# Моджеб Джамалі
Моджеб Джамалі (перс. مجيب جمالي; нар. 30 квітня 1991, Кабул, Афганістан) — афганський та німецький футболіст, півзахисник та правий захисник.

## Клубна кар'єра
1995 року разом з родиною 4-річний Моджеб втік від війни в Афрганістані до німецького міста Швальбах-ам-Таунус, поблизу Франкфурта-на-Майні. Футболом розпочав займатися в «Кікерс» (Оффенбах), а у 2008 році перейшов до юнацької команди «Франкфурта». У сезоні 2010/11 років захисник двічі допомагав другій команді Франкфурта в Регіоналлізі «Південь». Наступного сезону побував на перегляді в другій команді клубу Прімера Дивізіону Іспанії «Мальорка», але контракт підписати не вдалося через відсутність візи для роботи в ЄС. Після пів року без клубу, протягом якого він тренувався з резервною командою «Мальорки», в січні 2013 року перейшов до команди Регіоналліги «Санкт-Паулі II», з якою підписав контракт до кінця сезону. Дебютував за нову команду 13 квітня в поєдинки Регіоналліги «Північ» в переможному (2:1) поєдинку Регіоналліги «Північ» проти резервної команди «Гамбурга» До відходу з клубу провів 7 матчів і відзначився 1-м голом.
У сезоні 2013/14 років знову приєднався до свого молодіжного клубу «Кікерс» (Оффенбах) Дебютував за резервну команду «Кікерс» 7 серпня в програному (1:3) поєдинку Гессенліги проти «Франкфурта II». Своїм єдиним голом за клуб відзначився 4 травня 2014 року в переможному (5:0) поєдинку проти «Бухонії» (Фліден). Команда фінішувала на передостанньому місці в турнірній таблиці та була понижена до Вербандсліги Гессен «Південь». Незважаючи на все вирішив залишитися в команді, але в 2015 році залишив клуб і перейшов до клубу румунського другого дивізіону «Металул Решица». Перший матч за нову команду провів 26 вересня 2015 року в програному (0:2) поєдинку проти «Карансебеша». Своїм єдиним голом за команду відзначився 18 травня 2016 року у програному (1:2) поєдинку плей-оф проти «Універсітаті». З вище вказаним клубом понизився до Ліги III, оскільки посів останнє місце турнірній таблиці чемпіонату. У січні 2016 року відправився на перегляд до клубу першого дивізіону «Ботошані», але зрештою до підписання контракту справа так і не дійшла.
30 січня 2017 року перейшов до «Дечича» з першої ліги Чорногорії. Дебютував за Тузький клуб 21 лютого 2017 року в нічийному (1:1) поєдинку проти «Сутьєски». Зіграв 8 матчів, але потім отримав розтягнення і вибув до кінця сезону. Загалом у першій половині року провів вісім матчів у чемпіонаті. У липні 2017 року залишився без клубу, а в березні 2018 року повернувся до команди другого дивізіону Румунії «Спортул» (Снагов), за який зіграв 13 матчів у чемпіонаті. Влітку 2018 року переїхав до клубу Терсера Дивізіону (група «Балеари») «Констанция». Дебютував за нову команду 21 жовтня в програному (0:3) поєдинку проти «Рена Депортіва». Всього провів 9 матчів і покинув клуб після закінчення сезону. З липня 2019 року перебуває без клубу.

## Кар'єра в збірній
У національній збірній Афганістану дебютував 23 березня 2016 року у матчі кваліфікації чемпіонату світу проти Японії (0:5). Виходив на поле також в наступній фінальній грі кваліфікації проти Сінгапуру (2:1). Всього провів вісім матчів за національну команду, але голами не відзначався.